# Comunisme llibertari
El comunisme llibertari, també conegut com a anarcocomunisme, comunisme anarquista o comunisme lliure és una ideologia política relacionada amb el socialisme llibertari, però que no s'hauria de confondre amb aquest. El comunisme llibertari és una branca concreta del socialisme llibertari.

## Origen i ideals
L'anarcocomunisme fou ideat inicialment a Itàlia durant la Primera Internacional (fundada a Londres el 1864), per Carlo Cafiero, Errico Malatesta, Andrea Costa i altres ex-republicans de Mazzini. Les seves idees no eren gaire diferents de l'anarquisme individualista (Max Stirner) i el mutualisme de Pierre-Joseph Proudhon fins després de la mort de Mikhaïl Bakunin. On Proudhon va donar suport a la propietat individual del producte del treball, salaris, i un mercat d'intercanvi; els anarcocomunistes van trencar amb aquesta idea en oposició a la propietat individual, l'eliminació de salaris i l'abolició del valor d'intercanvi. Cafeiro explica en Amarchi et Communisme que la propietat privada del producte de treball revertiria en una desigual acumulació del capital i, per tant, en una indesitjable distinció de classes. Joseph Dejacque criticava a Proudhon directament, afirmant que "No és sobre el producte del seu treball sobre el que un treballador o treballadora té dret, sinó sobre la satisfaccions de les seves necessitats, independentment de com pugui ser la seva naturalesa". L'any 1876, en la Conferència de Florència de la Federació Italiana de la I Internacional (que de fet va tenir lloc en un bosc als afores de Florència a causa de l'activitat policial), van declarar-hi els principis de l'anarcocomunisme: 
L'anarcocomunisme defensa l'igualitarisme, l'abolició dels diners, i la introducció de l'economia del regal per a facilitar el compartiment de béns. A l'anarcocomunisme el benefici no existeix. No només això, sinó que els béns són donats com a regals amb la certesa que els altres també ho faran (en un context industrial això podria ocórrer entre sindicats de treballadors com entre individus). Si un sindicat no comparteix els seus productes, no rebrà recursos d'altres sindicats, fent el seu millor interès el compartir.
L'anarcocomunisme també advoca per l'abolició del treball en el sentit d'esclavitud del salari, i recomana al treballador la seva autogestió per a millorar les condicions laborals, incrementar l'eficiència i fer el treball satisfactori.
En definitiva, un lloc alliberat on s'hagi implantat el comunisme llibertari, la propietat privada i l'estat serien suprimits i s'organitzaria a la societat a través de federacions de treballadors que manejarien la producció i totes les decisions per mitjà de la democràcia directa. Els diners serien suprimits, i la gent es regiria pel principi "cada un dona segons les seves capacitats, cada un rep segons les seves necessitats".

## La filosofia
L'anarcocomunisme emfatitza l'experiència col·lectiva com distinta i important en la recerca de la llibertat. Totes les formes d'anarquisme reconeixen la identitat col·lectiva en cert grau, però el comunisme llibertari, començant amb Piotr Kropotkin i estenent-se a través d'Alexander Berkman, Nestor Makhno i molts altres, amplifiquen el sentit de l'experiència col·lectivista per sobre de l'individualista.
Implícitament, l'anarcocomunisme va seguir el model kantià de classificació: igual que Kant, van dividir la vida en les seves parts individuals, les quals tenen un paral·lel en la Raó Pura, i les parts menys òbvies de la vida, que caracteritzen les nostres relacions amb els altres, que tenen un paral·lel en la raó pràctica. No importa com d'autònoms puguem ésser quan estem sols. Una vegada que comencem a interaccionar recíprocament amb el món i amb els altres, el canvi de circumstàncies demana un canvi de perspectiva.
Això continua amb la nostra biologia. Les parts de la vida que Kant va identificar al seu treball sobre la raó pràctica no són ben enteses generalment. Com se sent l'experiència del treball realment? Què pensem quan treballam? A causa d'algun tipus de limitació biològica, quan les persones tracten sobre aquests aspectes de la vida tendeixen a usar fosques i abstractes metàfores i analogies per a explicar del que estan parlant.
És aquí quan la diferència entre l'anarquisme i l'anarcocomunisme es mostra més clarament: l'anarcocomunisme ha pres aquests difícils aspectes de la vida, ha buscat comprendre'ls i ha integrat estratègies llibertàries que implicaven dits aspectes.
La implicació amb aquests aspectes de la vida és que mentre que l'alliberament mental podria ser sorprenent, sent conscient de la subestructura col·lectiva de la vida i de la societat condueix a un alliberament més profund del que comunament es pensa que és possible. Per això, pel que fa als anarcocomunistes, ells es veuen perseguint una definició de llibertat més completa que la d'altres anarquistes.

## Temptatives d'implantar el comunisme llibertari

### A Ucraïna
La primera temptativa d'implantar el comunisme llibertari, fou durant la revolució russa que durà des del 1917 fins al 1921, a la regió ucraïnesa. El moviment s'inicià a l'aldea Gulai-Pole, aquesta fou influenciada per la insurrecció de Nestor Makhno, l'exèrcit negre (els makhnovistes) alliberaren mitja Ucraïna, passant per Aleksandrovsk fins a arribar a Kíev. El moviment acabà quan, després d'una dura batalla contra l'exèrcit blanc (que acaba amb el final dels tsaristes), els bolxevics exterminaren els anarquistes, els que van sobreviure (entre ells Makhno) s'exiliaren.

### A Espanya
L'aplicació pràctica més important del comunisme llibertari (va establir les idees que encara existeixen avui dia i així va aconseguir atenció a nivell històric mundial) va succeir en territoris anarquistes durant la Revolució Espanyola, la Confederació Nacional del Treball (CNT) inicialment va rebutjar participar en l'aliança del front popular per les eleccions, i l'abstenció dels que donaven suport a la CNT va fer que guanyés la dreta.
El 1936, la CNT va canviar la seva política i els vots anarquistes van ajudar que el front popular tornés al poder. Mesos després, com a resposta al cop d'estat que va inciar la Guerra Civil espanyola, un moviment de proletaris d'inspiració anarquista, amb suport de milícies armades, van prendre el control de Barcelona i grans àrees de l'Espanya rural, on van col·lectivitzar la terra. Però fins i tot abans de la victòria feixista del 1939, els anarquistes perdien una confrontació amb estalinistes, els quals controlaven la distribució de l'ajuda militar al bàndol republicà des de la Unió Soviètica. Els fets coneguts com la Revolució Espanyola va ser una revolució social de treballadors que va començar amb l'inici de la Guerra Civil el 1936 i va suposar una implementació estesa de principis d'organització anarquistes i socialistes a grans parts de l'Estat, sobretot a Catalunya, l'Aragó, Andalusia i parts del País Valencià. La majoria de l'economia espanyola es va posar sota control dels treballadors. A Catalunya en va arribar a ser el 75%. Les fàbriques funcionaven amb comitès de treballadors, les àrees agràries van ser col·lectivitzades i funcionaven com comunitats autogestionades. Tan sols a l'Aragó hi havia més de quatre-centes col·lectivitats autogestionades, que comprenien camps, aldees i viles. Els habitants d'aquest territori emancipat posaven en comú els mitjans de producció. Per a regular de forma col·lectivista els productes escassos, s'usava l'intercanvi i el comerç; i els productes de major quantitat es distribuïen segons el comunisme llibertari. Es crearen òrgans regionals, per a l'emmagatzematge de l'excedent de la producció i per a la solidaritat amb altres regions i amb els combatents que no treballaven. A alguns llocs s'aboliren els diners i es fomentà l'intercanvi. Per a evitar futures molesties es donaren terres als camperols individualistes, però a poc a poc i gradualment aquests s'integraren a les comunitats col·lectives. Les tropes estalinistes van reprimir els col·lectius i van perseguir tant dissidents marxistes com anarquistes.
Al final de la guerra civil espanyola, Franco manà afusellar-los.

## L'anarcocomunisme avui
L'anarcocomunisme és un dels corrents amb major tradició dintre de l'anarquisme i té adherents dintre de les diverses organitzacions anarquistes existents actualment, amb algunes variacions de criteris. Una de la més importants teories, amb rellevància acadèmica i social, hereva en bona part de l'anarcocomunisme és l'ecologia social de Murray Bookchin i Janet Biehl; així també ho és l'economia participativa de Michael Albert i Robin Hahnel.
D'altra banda dintre del postanarquisme (i l'anarquia postesquerra) la línia econòmica principal sol ser l'anarcocomunisme, però això sota una línia polític-filosòfica propera al comunisme egoista i post-situacionista.
Les federacions sintetistes solen també tenir bastants adherents l'anarcocomunisme si bé no es considera la postura oficial, ja que la síntesi tracta d'abastar almenys totes les tendències de l'anarcosocialisme, cas de la Internacional de Federacions Anarquistes. Les federacions plataformistas solen establir en la seva titulo la denominació "anarcocomunista" o "especifista" (terminologia més típica d'Amèrica Llatina), si bé la seva diferència pel que fa a altres tendències anarcocomunistes és sobre la seva proposta organitzativa. Així doncs podem considerar per exemple a la Federació Anarquista Uruguaiana, la Zabalaza Anarchist Communist Federation de Sud-àfrica, la Federació de Comunistes Anarquistes d'Itàlia, Communiste Libertaire de Francia, Bèlgica i Suïssa, i Embat de Catalunya. A l'actualitat aquest corrent de l'anarquisme s'articula a través d'una Coordinadora Internacional que agrupa unes vint organitzacions.

## Comunistes llibertaris
- Emma Goldman[1]
- Piotr Kropotkin[2]
- Alexander Berkman[1]
- Buenaventura Durruti[3]
- Nestor Makhno[4]
- Errico Malatesta[2]